# Elecciones primarias de Argentina de 2013
El 11 de agosto de 2013 se realizaron las elecciones primarias, abiertas, simultáneas y obligatorias (PASO), para determinar las candidaturas para los cargos legislativos a competir en las elecciones legislativas de 2013. Cabe destacar que fue la primera vez que jóvenes de 16 y 17 años pudieron votar en Argentina.

## Desarrollo
Como sucede tradicionalmente, las boletas tienen distintos cuerpos de acuerdo a las categorías electivas para las cuales el partido o alianza presente precandidaturas. El elector sólo puede votar por una precandidatura o lista de precandidatos de su preferencia para cada una de las categorías. 
Puede votar una boleta completa o cortar boleta por categoría de cargos, tanto entre listas internas de un mismo partido como de partidos diferentes. Lo que no debe hacer es elegir más de una opción para una misma categoría, ya que su voto es computado nulo. 
Luego de votar, el presidente de mesa emite, firma y entrega al elector una constancia de emisión del voto que contiene impresos los siguientes datos: fecha y tipo de elección, nombre y apellido completos, número de D.N.I. del elector y nomenclatura de la mesa.
La Secretaría Electoral del Juzgado Nacional en lo Criminal y Correccional Federal N.º 1 difundió las boletas que se van a usar en las primarias de la ciudad de Buenos Aires. Son las que se utilizarán en las elecciones del próximo 11 de agosto.
La opción de cortar boleta entre distintos partidos está disponible en las ocho provincias donde se eligen en simultáneo senadores y diputados: Chaco, Ciudad de Buenos Aires, Entre Ríos, Neuquén, Río Negro, Salta, Santiago del Estero y Tierra del Fuego.
En la imagen se pueden ver los documentos autorizados en todo el país para presentarse a votar en las elecciones de agosto y octubre.
En Entre Ríos se pudo optar entre 8 propuestas electorales. 3 competían en la interna del FAP y 2 en la interna del Frente para la Victoria. Las 3 restantes eran listas únicas.
En Mendoza se tuvieron 12 listas de 8 partidos.
La publicidad de partidos y alianzas en medios audiovisuales de cara a las elecciones primarias abiertas, simultáneas y obligatorias (Paso) del 11 de agosto comenzó el 22 de julio, según lo previsto en el calendario electoral.
De esta forma, los candidatos a senadores y diputados que participarán de la compulsa previa a las elecciones legislativas del 27 de octubre buscarán masificar su llegada a los ciudadanos, tras iniciarse formalmente la campaña la semana pasada. Los espacios gratuitos en televisión y radio para publicidad cedidos a la Dirección Nacional Electoral fueron sorteados y adjudicados a las distintas fuerzas a principios del mes de julio.

## Encuestas
| Provincia de Buenos Aires - Diputados | Provincia de Buenos Aires - Diputados                                                   | Provincia de Buenos Aires - Diputados | Provincia de Buenos Aires - Diputados | Provincia de Buenos Aires - Diputados | Provincia de Buenos Aires - Diputados |
| Fecha                                 | Encuestadora / cliente                                                                  | FPV (Insaurralde)                     | FR (Massa)                            | FPCS (Stolbizer)                      | FULT (De Narváez)                     |
| ------------------------------------- | --------------------------------------------------------------------------------------- | ------------------------------------- | ------------------------------------- | ------------------------------------- | ------------------------------------- |
| 8 Ago                                 | OPSM                                                                                    | 34,6%                                 | 35,1%                                 | 13,3%                                 | 12,0%                                 |
| 8 Ago                                 |                                                                                         | 29,7%                                 | 31,6%                                 | 10,5%                                 | 11,9%                                 |
| 8 Ago                                 | Poliarquía / La Nación                                                                  | 30,1%                                 | 32,8%                                 | 12,9%                                 | 13,2%                                 |
| 1-6 Ago                               | CEIS Archivado el 12 de febrero de 2019 en Wayback Machine.                             | 33,4%                                 | 33,7%                                 | 12,1%                                 | 10,4%                                 |
| 4 Ago                                 | Marketing Político y MGMR / Perfil Archivado el 4 de marzo de 2016 en Wayback Machine.  | 31,7%                                 | 34,9%                                 | 14,0%                                 | 11,9%                                 |
| 1 Ago                                 | OPSM                                                                                    | 29,2%                                 | 31,4%                                 | 15,2%                                 | 14,3%                                 |
| 22-26 Jul                             | Poliarquía / La Nación                                                                  | 27,4%                                 | 32,5%                                 | 11,7%                                 | 13,1%                                 |
| 10 Jul                                | Management and Fit                                                                      | 27,2%                                 | 34,9%                                 | 17,3%                                 | 15,2%                                 |
| 7 Jul                                 | Poliarquía / La Nación                                                                  | 22,8%                                 | 33,7%                                 | 12,1%                                 | 12,8%                                 |
| 30 Jun                                | Marketing Político y MGMR / Perfil Archivado el 14 de julio de 2014 en Wayback Machine. | 25,6%                                 | 35,5%                                 | 18,3%                                 | 14,9%                                 |

| Capital Federal - Diputados | Capital Federal - Diputados                                                               | Capital Federal - Diputados | Capital Federal - Diputados | Capital Federal - Diputados | Capital Federal - Diputados | Capital Federal - Diputados | Capital Federal - Diputados |
| Fecha                       | Encuestadora / cliente                                                                    | UNEN-Coalición Sur (Carrió) | PRO (Bergman)               | FPV (Cabandié)              | UNEN-Suma+ (Lousteau)       | UNEN-Juntos (Gil Lavedra)   | FIT (Altamira)              |
| --------------------------- | ----------------------------------------------------------------------------------------- | --------------------------- | --------------------------- | --------------------------- | --------------------------- | --------------------------- | --------------------------- |
| 8 Ago                       | Consultora Equis                                                                          | 17,9%                       | 19,3%                       | 16,9%                       | -                           | -                           | -                           |
| 6 Ago                       | Analogías                                                                                 | 16,4%                       | 22,4%                       | 16,2%                       | 8,4%                        | 6,4%                        | 3,5%                        |
| 4 Ago                       | Marketing Político y MGMR / Perfil Archivado el 21 de octubre de 2013 en Wayback Machine. | 23,7%                       | 29,1%                       | 18,5%                       | 6,3%                        | 5,8%                        | 4,4%                        |
| 29 Jul - 2 Ago              | Poliarquía / La Nación                                                                    | 18,9%                       | 27,6%                       | 20,7%                       | 9,6%                        | 5,4%                        | 3,7%                        |
| 29 Jul                      | CEIS                                                                                      | 18,0%                       | 27,7%                       | 25,1%                       | 6,7%                        | 3,5%                        | 6,0%                        |
| 23-27 Jul                   | Management & Fit/ Clarín                                                                  | 19,3%                       | 23,6%                       | 17,8%                       | 10,7%                       | 5,2%                        | -                           |
| 21 Jul                      | Poliarquía / La Nación                                                                    | 22,8%                       | 26,4%                       | 18,1%                       | 8,7%                        | 6,2%                        | 4,1%                        |
| 01-04 Jul                   | Consultora Equis                                                                          | 17,1%                       | 8,2%                        | 15,9%                       | 9.0%                        | 4.5%                        | 6,0%                        |

| Capital Federal - Senadores | Capital Federal - Senadores                                                               | Capital Federal - Senadores | Capital Federal - Senadores | Capital Federal - Senadores  | Capital Federal - Senadores | Capital Federal - Senadores | Capital Federal - Senadores |
| Fecha                       | Encuestadora / cliente                                                                    | FPV (Filmus)                | PRO (Michetti)              | UNEN-Coalición Sur (Solanas) | UNEN-Suma+ (Terragno)       | UNEN-Juntos (Prat-Gay)      | CF (Rodríguez Saá)          |
| --------------------------- | ----------------------------------------------------------------------------------------- | --------------------------- | --------------------------- | ---------------------------- | --------------------------- | --------------------------- | --------------------------- |
| 8 Ago                       | Consultora Equis                                                                          | 24,0%                       | 31,2%                       | 6.1%                         | 5.0%                        | 5.4%                        | -                           |
| 6 Ago                       | Analogías                                                                                 | 21,0%                       | 28,0%                       | 9,8%                         | 7,5%                        | 11,0%                       | 3,0%                        |
| 4 Ago                       | Marketing Político y MGMR / Perfil Archivado el 21 de octubre de 2013 en Wayback Machine. | 24,5%                       | 35,6%                       | 13,1%                        | 6,2%                        | 6,8%                        | 3,2%                        |
| 29 Jul - 2 Ago              | Poliarquía / La Nacíon                                                                    | 22,2%                       | 34,3%                       | 10,1%                        | 6,9%                        | 6,6%                        | 3,6%                        |
| 29 Jul                      | CEIS                                                                                      | 30,5%                       | 35,7%                       | 7,4%                         | 8,0%                        | 6,7%                        | 1,7%                        |
| 21 Jul                      | Poliarquía / La Nacíon                                                                    | 20,7%                       | 32,5%                       | 12,2%                        | 7,1%                        | 7,3%                        | 3,0%                        |
| 01-04 Jul                   | Consultora Equis                                                                          | 24,7%                       | 22,5%                       | 5.0%                         | 3.7%                        | 7.8%                        | 7.5%                        |

| Provincia de Santa Fe - Diputados | Provincia de Santa Fe - Diputados | Provincia de Santa Fe - Diputados | Provincia de Santa Fe - Diputados | Provincia de Santa Fe - Diputados | Provincia de Santa Fe - Diputados |
| Fecha                             | Encuestadora / cliente            | FPCS (Binner)                     | FPV (Obeid)                       | PRO (Del Sel)                     |                                   |
| --------------------------------- | --------------------------------- | --------------------------------- | --------------------------------- | --------------------------------- | --------------------------------- |
|                                   | / Telam                           | 45,0%                             | 30,0%                             | 20%                               |                                   |

| Provincia de Entre Ríos - Senadores | Provincia de Entre Ríos - Senadores | Provincia de Entre Ríos - Senadores | Provincia de Entre Ríos - Senadores | Provincia de Entre Ríos - Senadores | Provincia de Entre Ríos - Senadores |
| Fecha                               | Encuestadora / cliente              | FPV (Guastavino)                    | UCR (Benedetti)                     | UER (De Ángeli)                     |                                     |
| ----------------------------------- | ----------------------------------- | ----------------------------------- | ----------------------------------- | ----------------------------------- | ----------------------------------- |
| 4 Ago                               | Consultora Claves                   | 45%                                 | 20%                                 | 22%                                 |                                     |
| 1-4 Ago                             | Fara & Asociados                    | 36 %                                | 23 %                                | 18 %                                |                                     |

| Provincia de San Juan - Diputados | Provincia de San Juan - Diputados                          | Provincia de San Juan - Diputados | Provincia de San Juan - Diputados | Provincia de San Juan - Diputados | Provincia de San Juan - Diputados |
| Fecha                             | Encuestadora / cliente                                     | FPV (Tomas)                       | PB (Conti)                        | CF (Ibarra)                       | PRO (Cáceres)                     |
| --------------------------------- | ---------------------------------------------------------- | --------------------------------- | --------------------------------- | --------------------------------- | --------------------------------- |
| 4 Ago                             | Instituto de Opinión y Proyectos Sociales / Diario de Cuyo | 56,4%                             | 8,1%                              | 7,8%                              | 7,2%                              |

Según una encuesta realizada entre el 20 y 22 de mayo por la consultora CEIS en Ciudad de Buenos Aires y su conurbano, entre los electores que tienen decidido su voto, un 38,6% del total, el FpV obtendría el 50,9% de los votos, el PRO el 13,4%, el PJ opositor un 11,3%, la Coalición Cívica un 6,3%, la UCR un 6,1%, Proyecto Sur el 2,1% y el FAP un 1,2%.

## Veda electoral PASO- 11 de agosto de 2013
Desde las 8 hs, del 9 de agosto y hasta 3 horas después del cierre de la votación, estuvo prohibido cualquier tipo de propaganda política y actividad de campaña.
La Jueza Federal con competencia electoral María Servini de Cubría, ratificó que no existe un marco que regule la campaña en Facebook y Twitter. Las agrupaciones políticas continúan utilizando estas herramientas para marcar presencia de cara a los comicios del domingo. La restricción para la emisión de propaganda política está vigente para medios tradicionales como los diarios y medios audiovisuales.
La precandidata a diputada nacional por la Ciudad de Buenos Aires del Frente UNEN Elisa "Lilita" Carrió rompió la veda electoral al asegurar que el frente que integra, UNEN, va a triunfar en la Ciudad en los comicios. Tras el último comentario, Carrió reconoció inmediatamente de que acababa de transgredir la veda electoral y pidió disculpas.
La presidenta votó en Río Gallegos y declaró “Las elecciones "se ganan con propuestas, con gestión y con gobierno, no con denuncias", señaló. Y destacó la presencia del FpV en todo el país.
El diputado e intendente de Rawson Mauricio Ibarra quien busca renovar su banca por Compromiso Federal, al ser consultado sobre si apoyará al que gane en el marco del frente que integra, respondió: "Sí, a mí mismo, porque voy a ganar yo".
Margarita Stolbizer, la candidata a diputada nacional por el Frente Progresista en la provincia de Buenos Aires, Margarita Stolbizer, rompió la veda electoral al decir que el Gobierno va a recibir "una señal de rechazo muy grande, de enojo" que "tiene que ver con el final de un ciclo".
Los gobernantes tienen además otra veda electoral. Cabe recordar que la ley 26.571 establece que 15 días antes de las elecciones primarias el Gobierno no podrá hacer publicidad de actos de gestión que puedan inducir al voto. El artículo 93 de la mencionada norma establece que durante la campaña electoral "la publicidad de los actos de gobierno no podrá contener elementos que promuevan expresamente la captación del sufragio a favor de ninguno de los candidatos a cargos públicos electivos nacionales".
También se fija que queda prohibido durante los quince días anteriores a la fecha fijada para la celebración de las primarias "la realización de actos inaugurales de obras públicas, el lanzamiento o promoción de planes, proyectos o programas de alcance colectivo" y "la realización de todo acto de gobierno que pueda promover la captación del sufragio a favor de cualquiera de los candidatos a cargos públicos electivos nacionales
En Santa Cruz, el gobernador rompió la veda electoral y la oposición analiza denunciarlo. El mandatario anunció de actos de gobierno durante esta semana, entregó aportes y adelantó la construcción de un Centro Comunitario para el San Benito. La oposición lo denunciaría ante la justicia electoral.
El fiscal Jorge di Lello pidió investigar a la presidenta Cristina Fernández de Kirchner a partir de una denuncia de la oposición, que la acusó de violar la prohibición de inaugurar obras o realizar actos de gobierno durante los 15 días previos a las elecciones primarias. El Director Nacional Electoral, Alejandro Tullio afirmó que "no transgrede la ley, mientras asista a invitaciones de empresas privadas o gobiernos municipales".

## Resultados por distrito

### Cámara de Diputados
|  | 34,95 % |

|  | 100 % |

|  | 29,60 % |

|  | 100 % |

|  | 11,15 % |

|  | 100 % |

|  | 10,52 % |

|  | 100 % |

|  | 3,92 % |

|  | 100 % |

|  | 1,53 % |

|  | 100 % |

|  | 1,12 % |

|  | 100 % |

|  | 1,12 % |

|  | 33,69 % |

|  | 26,49 % |

|  | 25,96 % |

|  | 13,86 % |

|  | 0,76 % |

|  | 100 % |

|  | 0,42 % |

|  | 100 % |

|  | 95,09 % |

|  | 4,91 % |

|  | 98,84 % |

|  | 1,16 % |

|  | 79,52 % |

|  | 100 % |

|  | 35,51 % |

|  | 48,57 % |

|  | 35,99 % |

|  | 12,72 % |

|  | 2,72 % |

|  | 27,56 % |

|  | 100 % |

|  | 18,99 % |

|  | 100 % |

|  | 4,21 % |

|  | 100 % |

|  | 3,30 % |

|  | 100 % |

|  | 2,17 % |

|  | 100 % |

|  | 2,07 % |

|  | 22,94 % |

|  | 17,68 % |

|  | 16,40 % |

|  | 15,75 % |

|  | 14,26 % |

|  | 12,97 % |

|  | 1,18 % |

|  | 100 % |

|  | 1,04 % |

|  | 62,65 % |

|  | 22,77 % |

|  | 7,44 % |

|  | 7,14 % |

|  | 0,95 % |

|  | 100 % |

|  | 0,64 % |

|  | 100 % |

|  | 0,34 % |

|  | 100 % |

|  | 0,27 % |

|  | 100 % |

|  | 98,23 % |

|  | 1,77 % |

|  | 98,52 % |

|  | 1,48 % |

|  | 76,05 % |

|  | 100 % |

|  | 37,72 % |

|  | 92,54 % |

|  | 7,46 % |

|  | 36,73 % |

|  | 100 % |

|  | 19,60 % |

|  | 100 % |

|  | 2,73 % |

|  | 100 % |

|  | 1,33 % |

|  | 100 % |

|  | 98,11 % |

|  | 1,89 % |

|  | 98,28 % |

|  | 1,72 % |

|  | 73,87 % |

|  | 100 % |

|  | 45,25 % |

|  | 88,93 % |

|  | 5,20 % |

|  | 2,05 % |

|  | 2,00 % |

|  | 1,82 % |

|  | 39,59 % |

|  | 67,18 % |

|  | 32,82 % |

|  | 2,32 % |

|  | 100 % |

|  | 1,29 % |

|  | 100 % |

|  | 1,18 % |

|  | 100 % |

|  | 1,15 % |

|  | 100 % |

|  | 0,81 % |

|  | 100 % |

|  | 91,59 % |

|  | 8,41 % |

|  | 99,03 % |

|  | 0,97 % |

|  | 74,73 % |

|  | 100 % |

|  | 47,03 % |

|  | 100 % |

|  | 28,27 % |

|  | 84,18 % |

|  | 12,56 % |

|  | 3,26 % |

|  | 12,09 % |

|  | 31,12 % |

|  | 25,90 % |

|  | 25,55 % |

|  | 17,43 % |

|  | 3,61 % |

|  | 100 % |

|  | 3,26 % |

|  | 100 % |

|  | 1,65 % |

|  | 100 % |

|  | 1,30 % |

|  | 100 % |

|  | 1,23 % |

|  | 100 % |

|  | 98,44 % |

|  | 1,56 % |

|  | 95,40 % |

|  | 4,60 % |

|  | 76,83 % |

|  | 100 % |

|  | 30,14 % |

|  | 77,93 % |

|  | 22,07 % |

|  | 22,28 % |

|  | 78,15 % |

|  | 16,55 % |

|  | 5,30 % |

|  | 12,08 % |

|  | 100 % |

|  | 10,87 % |

|  | 100 % |

|  | 6,76 % |

|  | 100 % |

|  | 5,50 % |

|  | 100 % |

|  | 3,29 % |

|  | 100 % |

|  | 2,47 % |

|  | 100 % |

|  | 2,19 % |

|  | 53,85 % |

|  | 27,26 % |

|  | 18,89 % |

|  | 1,27 % |

|  | 100 % |

|  | 1,25 % |

|  | 100 % |

|  | 98,10 % |

|  | 1,90 % |

|  | 97,56 % |

|  | 2,44 % |

|  | 75,71 % |

|  | 100 % |

|  | 47,60 % |

|  | 55,64 % |

|  | 18,81 % |

|  | 14,35 % |

|  | 6,47 % |

|  | 2,43 % |

|  | 2,30 % |

|  | 38,80 % |

|  | 56,74 % |

|  | 26,82 % |

|  | 16,44 % |

|  | 8,62 % |

|  | 100 % |

|  | 1,81 % |

|  | 100 % |

|  | 1,02 % |

|  | 100 % |

|  | 97,85 % |

|  | 2,15 % |

|  | 96,72 % |

|  | 3,28 % |

|  | 77,09 % |

|  | 100 % |

|  | 43,09 % |

|  | 94,06 % |

|  | 5,94 % |

|  | 21,59 % |

|  | 100 % |

|  | 21,44 % |

|  | 100 % |

|  | 8,27 % |

|  | 49,26 % |

|  | 29,34 % |

|  | 21,40 % |

|  | 2,51 % |

|  | 100 % |

|  | 96,90 % |

|  | 3,10 % |

|  | 98,11 % |

|  | 1,89 % |

|  | 80,07 % |

|  | 100 % |

|  | 53,88 % |

|  | 100 % |

|  | 38,99 % |

|  | 83,70 % |

|  | 16,30 % |

|  | 5,04 % |

|  | 100 % |

|  | 0,17 % |

|  | 100 % |

|  | 98,08 % |

|  | 1,92 % |

|  | 98,20 % |

|  | 1,80 % |

|  | 74,08 % |

|  | 100 % |

|  | 33,36 % |

|  | 100 % |

|  | 30,90 % |

|  | 100 % |

|  | 9,42 % |

|  | 100 % |

|  | 8,86 % |

|  | 100 % |

|  | 7,55 % |

|  | 100 % |

|  | 3,30 % |

|  | 100 % |

|  | 2,59 % |

|  | 100 % |

|  | 1,25 % |

|  | 100 % |

|  | 97,23 % |

|  | 2,77 % |

|  | 97,12 % |

|  | 2,88 % |

|  | 73,14 % |

|  | 100 % |

|  | 49,95 % |

|  | 43,76 % |

|  | 35,54 % |

|  | 7,66 % |

|  | 4,13 % |

|  | 3,25 % |

|  | 3,13 % |

|  | 1,61 % |

|  | 0,92 % |

|  | 31,78 % |

|  | 56,59 % |

|  | 20,61 % |

|  | 10,70 % |

|  | 10,54 % |

|  | 1,56 % |

|  | 9,88 % |

|  | 100 % |

|  | 3,08 % |

|  | 100 % |

|  | 2,20 % |

|  | 100 % |

|  | 1,51 % |

|  | 100 % |

|  | 98,40 % |

|  | 1,60 % |

|  | 96,69 % |

|  | 3,31 % |

|  | 77,92 % |

|  | 100 % |

|  | 41,43 % |

|  | 100 % |

|  | 37,80 % |

|  | 100 % |

|  | 10,24 % |

|  | 100 % |

|  | 3,64 % |

|  | 100 % |

|  | 3,49 % |

|  | 100 % |

|  | 1,17 % |

|  | 100 % |

|  | 97,77 % |

|  | 2,23 % |

|  | 97,58 % |

|  | 2,42 % |

|  | 73,24 % |

|  | 100 % |

|  | 44,07 % |

|  | 97,36 % |

|  | 2,64 % |

|  | 26,58 % |

|  | 100 % |

|  | 7,62 % |

|  | 100 % |

|  | 6,81 % |

|  | 47,60 % |

|  | 35,49 % |

|  | 16,91 % |

|  | 4,61 % |

|  | 100 % |

|  | 4,25 % |

|  | 100 % |

|  | 3,86 % |

|  | 71,97 % |

|  | 28,03 % |

|  | 1,02 % |

|  | 100 % |

|  | 98,82 % |

|  | 1,18 % |

|  | 96,00 % |

|  | 4,00 % |

|  | 79,89 % |

|  | 100 % |

|  | 36,87 % |

|  | 100 % |

|  | 25,56 % |

|  | 70,02 % |

|  | 29,98 % |

|  | 23,03 % |

|  | 49,37 % |

|  | 29,21 % |

|  | 21,42 % |

|  | 9,34 % |

|  | 64,02 % |

|  | 35,98 % |

|  | 3,06 % |

|  | 100 % |

|  | 97,86 % |

|  | 2,14 % |

|  | 97,80 % |

|  | 2,20 % |

|  | 75,42 % |

|  | 100 % |

|  | 54,47 % |

|  | 55,48 % |

|  | 44,52 % |

|  | 11,66 % |

|  | 81,19 % |

|  | 18,81 % |

|  | 9,81 % |

|  | 66,35 % |

|  | 33,65 % |

|  | 6,63 % |

|  | 100 % |

|  | 4,19 % |

|  | 100 % |

|  | 2,83 % |

|  | 100 % |

|  | 2,73 % |

|  | 100 % |

|  | 2,07 % |

|  | 100 % |

|  | 1,27 % |

|  | 100 % |

|  | 95,66 % |

|  | 4,34 % |

|  | 96,08 % |

|  | 3,92 % |

|  | 81,44 % |

|  | 100 % |

|  | 42,22 % |

|  | 100 % |

|  | 24,59 % |

|  | 40,32 % |

|  | 32,18 % |

|  | 27,50 % |

|  | 16,60 % |

|  | 100 % |

|  | 6,14 % |

|  | 100 % |

|  | 5,15 % |

|  | 62,14 % |

|  | 37,86 % |

|  | 94,70 % |

|  | 5,30 % |

|  | 96,69 % |

|  | 3,31 % |

|  | 74,45 % |

|  | 100 % |

|  | 18,83 % |

|  | 100 % |

|  | 18,32 % |

|  | 96,93 % |

|  | 3,07 % |

|  | 15,73 % |

|  | 100 % |

|  | 10,66 % |

|  | 100 % |

|  | 8,33 % |

|  | 100 % |

|  | 6,80 % |

|  | 100 % |

|  | 6,18 % |

|  | 100 % |

|  | 3,59 % |

|  | 100 % |

|  | 3,23 % |

|  | 100 % |

|  | 2,23 % |

|  | 100 % |

|  | 1,55 % |

|  | 100 % |

|  | 95,45 % |

|  | 4,55 % |

|  | 98,45 % |

|  | 1,55 % |

|  | 72,84 % |

|  | 100 % |

|  | 42,55 % |

|  | 30,64 % |

|  | 30,11 % |

|  | 23,41 % |

|  | 13,46 % |

|  | 2,38 % |

|  | 37,26 % |

|  | 100 % |

|  | 6,86 % |

|  | 100 % |

|  | 4,06 % |

|  | 100 % |

|  | 3,69 % |

|  | 100 % |

|  | 2,01 % |

|  | 51,42 % |

|  | 48,58 % |

|  | 1,69 % |

|  | 100 % |

|  | 98,12 % |

|  | 1,88 % |

|  | 97,03 % |

|  | 2,97 % |

|  | 79,58 % |

|  | 100 % |

|  | 45,52 % |

|  | 84,72 % |

|  | 15,28 % |

|  | 20,11 % |

|  | 45,90 % |

|  | 36,31 % |

|  | 12,69 % |

|  | 5,10 % |

|  | 12,22 % |

|  | 100 % |

|  | 2,22 % |

|  | 100 % |

|  | 80,07 % |

|  | 19,93 % |

|  | 98,15 % |

|  | 1,85 % |

|  | 77,67 % |

|  | 100 % |

|  | 44,48 % |

|  | 74,37 % |

|  | 25,63 % |

|  | 23,02 % |

|  | 100 % |

|  | 21,37 % |

|  | 41,58 % |

|  | 41,29 % |

|  | 17,13 % |

|  | 7,85 % |

|  | 100 % |

|  | 2,12 % |

|  | 100 % |

|  | 98,84 % |

|  | 1,16 % |

|  | 94,98 % |

|  | 5,02 % |

|  | 72,02 % |

|  | 100 % |

|  | 41,03 % |

|  | 91,76 % |

|  | 8,24 % |

|  | 25,94 % |

|  | 100 % |

|  | 20,95 % |

|  | 100 % |

|  | 2,65 % |

|  | 100 % |

|  | 2,30 % |

|  | 100 % |

|  | 1,72 % |

|  | 100 % |

|  | 1,59 % |

|  | 38,51 % |

|  | 34,45 % |

|  | 27,04 % |

|  | 1,07 % |

|  | 100 % |

|  | 97,25 % |

|  | 2,75 % |

|  | 97,14 % |

|  | 2,86 % |

|  | 73,21 % |

|  | 100 % |

|  | 70,44 % |

|  | 100 % |

|  | 10,78 % |

|  | 100 % |

|  | 7,86 % |

|  | 100 % |

|  | 3,80 % |

|  | 100 % |

|  | 1,67 % |

|  | 100 % |

|  | 1,01 % |

|  | 100 % |

|  | 95,56 % |

|  | 4,44 % |

|  | 98,99 % |

|  | 1,01 % |

|  | 75,19 % |

|  | 100 % |

|  | 21,92 % |

|  | 100 % |

|  | 14,13 % |

|  | 100 % |

|  | 13,89 % |

|  | 100 % |

|  | 10,44 % |

|  | 100 % |

|  | 9,61 % |

|  | 45,87 % |

|  | 41,39 % |

|  | 12,74 % |

|  | 9,31 % |

|  | 100 % |

|  | 6,91 % |

|  | 44,87 % |

|  | 35,53 % |

|  | 19,60 % |

|  | 4,27 % |

|  | 100 % |

|  | 1,60 % |

|  | 100 % |

|  | 92,08 % |

|  | 7,92 % |

|  | 92,74 % |

|  | 7,26 % |

|  | 72,95 % |

|  | 100 % |

|  | 45,87 % |

|  | 94,33 % |

|  | 5,67 % |

|  | 27,05 % |

|  | 81,03 % |

|  | 6,21 % |

|  | 4,22 % |

|  | 3,71 % |

|  | 1,80 % |

|  | 1,56 % |

|  | 1,47 % |

|  | 8,40 % |

|  | 100 % |

|  | 4,20 % |

|  | 100 % |

|  | 3,97 % |

|  | 100 % |

|  | 3,79 % |

|  | 100 % |

|  | 2,08 % |

|  | 100 % |

|  | 1,43 % |

|  | 100 % |

|  | 1,07 % |

|  | 100 % |

|  | 0,55 % |

|  | 100 % |

|  | 98,41 % |

|  | 1,59 % |

|  | 98,23 % |

|  | 1,77 % |

|  | 80,41 % |

|  | 100 % |

1. ↑  La Alianza Compromiso Federal de Capital Federal declinó su participación para las elecciones legislativas.
2. ↑  La lianza Correntina PANU-PA declinó su participación para las elecciones legislativas.
3. ↑  El Partido Federal de Mendoza declinó su participación para las elecciones legislativas.
4. ↑  El Partido Provincial Rionegrino declinó su participación para las elecciones legislativas.
5. ↑  La Alianza Unión por la República - Frente por la Justicia declinó su participación para las elecciones legislativas.

### Senado
- Capital Federal
- Chaco
- Entre Ríos
- Neuquén
- Río Negro
- Salta
- Santiago del Estero
- Tierra del Fuego

|  | 31,88 % |

|  | 41,54 % |

|  | 32,80 % |

|  | 23,66 % |

|  | 2,00 % |

|  | 31,39 % |

|  | 100 % |

|  | 19,86 % |

|  | 100 % |

|  | 3,70 % |

|  | 100 % |

|  | 2,57 % |

|  | 100 % |

|  | 2,34 % |

|  | 100 % |

|  | 2,20 % |

|  | 100 % |

|  | 1,33 % |

|  | 100 % |

|  | 0,90 % |

|  | 55,81 % |

|  | 27,44 % |

|  | 8,57 % |

|  | 8,18 % |

|  | 0,86 % |

|  | 100 % |

|  | 0,68 % |

|  | 100 % |

|  | 0,34 % |

|  | 100 % |

|  | 0,27 % |

|  | 100 % |

|  | 98,32 % |

|  | 1,68 % |

|  | 98,55 % |

|  | 1,45 % |

|  | 76,05 % |

|  | 100 % |

|  | 45,90 % |

|  | 90,90 % |

|  | 5,30 % |

|  | 2,00 % |

|  | 1,80 % |

|  | 39,81 % |

|  | 67,15 % |

|  | 32,85 % |

|  | 2,33 % |

|  | 100 % |

|  | 1,26 % |

|  | 100 % |

|  | 1,22 % |

|  | 100 % |

|  | 1,16 % |

|  | 100 % |

|  | 0,80 % |

|  | 100 % |

|  | 92,48 % |

|  | 7,52 % |

|  | 98,84 % |

|  | 1,16 % |

|  | 74,73 % |

|  | 100 % |

|  | 43,28 % |

|  | 94,07 % |

|  | 5,93 % |

|  | 23,50 % |

|  | 100 % |

|  | 20,87 % |

|  | 100 % |

|  | 7,86 % |

|  | 49,02 % |

|  | 30,07 % |

|  | 20,91 % |

|  | 2,45 % |

|  | 100 % |

|  | 97,96 % |

|  | 2,04 % |

|  | 97,97 % |

|  | 2,03 % |

|  | 80,05 % |

|  | 100 % |

|  | 58,03 % |

|  | 56,33 % |

|  | 43,67 % |

|  | 9,38 % |

|  | 68,07 % |

|  | 31,93 % |

|  | 9,32 % |

|  | 100 % |

|  | 6,45 % |

|  | 100 % |

|  | 3,90 % |

|  | 100 % |

|  | 2,67 % |

|  | 100 % |

|  | 2,49 % |

|  | 100 % |

|  | 2,06 % |

|  | 100 % |

|  | 1,26 % |

|  | 100 % |

|  | 95,56 % |

|  | 4,44 % |

|  | 96,36 % |

|  | 3,64 % |

|  | 81,44 % |

|  | 100 % |

|  | 41,97 % |

|  | 100 % |

|  | 25,40 % |

|  | 40,53 % |

|  | 32,53 % |

|  | 26,94 % |

|  | 17,96 % |

|  | 100 % |

|  | 5,89 % |

|  | 100 % |

|  | 5,12 % |

|  | 63,28 % |

|  | 36,72 % |

|  | 96,34 % |

|  | 3,66 % |

|  | 96,55 % |

|  | 3,45 % |

|  | 74,45 % |

|  | 100 % |

|  | 30,60 % |

|  | 97,45 % |

|  | 2,55 % |

|  | 21,23 % |

|  | 100 % |

|  | 19,27 % |

|  | 100 % |

|  | 9,37 % |

|  | 100 % |

|  | 7,76 % |

|  | 100 % |

|  | 7,45 % |

|  | 100 % |

|  | 1,43 % |

|  | 100 % |

|  | 97,11 % |

|  | 2,89 % |

|  | 98,34 % |

|  | 1,66 % |

|  | 72,84 % |

|  | 100 % |

|  | 51,39 % |

|  | 100 % |

|  | 20,29 % |

|  | 100 % |

|  | 11,21 % |

|  | 100 % |

|  | 8,37 % |

|  | 100 % |

|  | 3,69 % |

|  | 100 % |

|  | 1,61 % |

|  | 100 % |

|  | 1,00 % |

|  | 100 % |

|  | 97,56 % |

|  | 2,44 % |

|  | 98,89 % |

|  | 1,11 % |

|  | 75,19 % |

|  | 100 % |

|  | 24,43 % |

|  | 100 % |

|  | 17,27 % |

|  | 100 % |

|  | 13,71 % |

|  | 100 % |

|  | 11,13 % |

|  | 100 % |

|  | 7,66 % |

|  | 54,63 % |

|  | 45,37 % |

|  | 5,83 % |

|  | 56,33 % |

|  | 43,67 % |

|  | 4,77 % |

|  | 100 % |

|  | 84,80 % |

|  | 15,20 % |

|  | 94,19 % |

|  | 5,81 % |

|  | 72,95 % |

|  | 100 % |

1. ↑  La Alianza Compromiso Federal de Capital Federal declinó su participación para las elecciones legislativas.
2. ↑  El Partido Provincial Rionegrino declinó su participación para las elecciones legislativas.
3. ↑  La Alianza Unión por la República - Frente por la Justicia declinó su participación para las elecciones legislativas.